# Тернівська волость (Херсонський повіт)
Тернівська волость — історична адміністративно-територіальна одиниця Херсонського повіту Херсонської губернії.
Станом на 1886 рік складалася з єдиного поселення, єдиної сільської громади. Населення — 2524 особи (1309 чоловічої статі та 1215 — жіночої), 351 дворове господарство.
|                     | Площа, десятин | У тому числі орної, дес. |
| ------------------- | -------------- | ------------------------ |
| Сільських громад    | 9469           | 4861                     |
| Приватної власності | —              | —                        |
| Іншої власності     | 155            | 120                      |
| Загалом             | 9624           | 4981                     |

Поселення волості:
- Тернівка (Болгарка) — колонія болгар при Інгульскій заплаві, 2524 особи, 351 двір, церква православна, 3 лавки (нині це селище входить до складу міста Миколаїв).